# Fluidità di genere

Simbolo della fluidità di genere

La fluidità di genere (o  genderfluidità o genderfluidity) è un'identità di genere mutevole, che cambia nel tempo o a seconda delle situazioni. Tali fluttuazioni possono avvenire a livello dell'identità di genere o dell'espressione di genere. Una persona genderfluida o genderfluid non si riconosce «in un'identità sessuale definita e definitiva»; può oscillare tra diverse espressioni di genere nel corso della propria vita, oppure esprimere nello stesso momento aspetti multipli di diversi marcatori di genere. Gli individui genderfluid possono identificarsi come non binari o transgender, oppure cisgender se si identificano con il sesso assegnato alla nascita.
La fluidità di genere differisce dal gender questioning, un processo in cui la persona compie un percorso di esplorazione della propria identità di genere e adatta di conseguenza la propria espressione di genere. La fluidità di genere attraversa tutto il corso della vita delle persone genderfluid.

## Storia
Sin dall'antichità, nelle culture di tutto il mondo sono esistite persone transgender (comprese persone non binarie e persone del terzo genere). I termini e le accezioni moderni di «transgender», «genere», «identità di genere» e «ruolo di genere» sono emersi solo negli anni 1950 e 1960. Il risultato è che ci sono opinioni diverse sulla classificazione delle persone di genere diverso e delle relative identità, ivi inclusi gli individui genderfluid.
Il protagonista di Orlando, romanzo del 1928 di Virginia Woolf, è un personaggio che cambia genere più volte e affronta il tema della fluidità di genere:
La prima menzione nota della locuzione «fluidità di genere» è nel testo del 1994 Gender Outlaw: On Men, Women and the Rest of Us di Kate Bornstein, teorica del genere. Fu riutilizzato nel libro del 1996 The Second Coming: A Leatherdyke Reader. Nella stampa in lingua italiana è attestata almeno dal 2016, mentre «gender fluid» almeno dal 2013.

## Simboli

Bandiera dell'orgoglio genderfluid, caratterizzata da 5 strisce rosa, bianca, viola, nera e blu

La bandiera dell'orgoglio genderfluid fu concepita da J.J. Poole nel 2012. La striscia rosa rappresenta la femminilità; il bianco rappresenta l'assenza di genere; il viola rappresenta l'androginia; il nero rappresenta tutti gli altri generi e il blu rappresenta la mascolinità.